# Limenitis hoffmanni
Limenitis hoffmanni är en fjärilsart som beskrevs av Ralph L. Chermock 1947. Limenitis hoffmanni ingår i släktet Limenitis och familjen praktfjärilar. Inga underarter finns listade i Catalogue of Life.